# Praza de María Pita
La praza de María Pita (en català: Plaça de María Pita) és el centre neuràlgic de la ciutat de la Corunya, a Galícia. S'hi troba la casa consistorial en el palau de María Pita.
Antigament s'anomenava praza de Alesón, i va ser projectada a mitjan segle xix per resoldre el pas de la ciutat vella al barri d'A Pescadería. El seu nom actual fa referència a María Pita, heroïna en la defensa de la ciutat el 1589 contra l'Armada anglesa dirigida pel corsari Francis Drake. Una estàtua en la seva memòria presideix la plaça mirant cap al consistori. La seva realització i col·locació és relativament recent.
La plaça forma un rectangle de més de 10.000 m². En un dels seus costats es troba el palau consistorial i, als altres tres, edificis amb pòrtics i galeries típiques de l'arquitectura gallega. Sota els portals hi ha locals d'hoteleria com bars, cafeteries i restaurants, que a més disposen de terrasses exteriors, tancades i envidrades.